# Titularbistum Byblus
Byblus (italienisch Biblo) ist ein Titularbistum der römisch-katholischen Kirche.
Es geht zurück auf einen untergegangenen Bischofssitz in der gleichnamigen antiken Stadt, die in der römischen Provinz Syria Phoenice bzw. in der Spätantike Phoenice im heutigen Libanon lag. Der Bischofssitz war der Kirchenprovinz Erzbistum Caesarea Maritima zugeordnet.
| Titularbischöfe von Byblus                                     | |                    |                                |
| Name                                                           | Amt | von                | bis                            |
| Hugo/Ugo, OP                                                   | Administrator des Bistums Oristano in Sardinien | 1303               | 26. Februar 1306/21. Juli 1307 |
| Nicolaus Arnoldi de Wechmere (Wechmar), OP                     | Weihbischof im Bistum Naumburg | 29. März 1443      |                                |
| Placido Pavanello/Placidus de Pavanellis, OSB                  | Abt des Klosters Vallombrosa, er wurde am 24. Januar 1457 zum Bischof von Poreč (Parenzo) ernannt | 9. Januar 1454     | 24. Januar 1457                |
| Giacomo de Mansuetis/Jacobus de Mansuetis, OSB                 | Abt des Klosters San Giuliano im Bistum Como | 25. Februar 1457   |                                |
| Raymond/Raymundus OSB                                          | Abt der Abbaye Saint-Pierre de Marcilhac-sur-Célé im Bistum Cahors | 4. September 1461  |                                |
| Guy Vigier/Guido OSB                                           | Abt des Klosters Majorismonasterium Turonensis | 1468               |                                |
| Jean Billart/Johannes Billart                                  | Er war Abt des Klosters Les Châtelliers, trat zugunsten von Louis II. de Beaumont de la Forêt, Bischof von Paris, vom Amt des Abtes zurück und wurde zum (Titular-)Bischof von Byblos geweiht. Louis de Beaumont wurde daraufhin von Papst Sixtus IV. zum Kommendatarabt von Les Châtelliers ernannt. Louis de Beaumont setzte Jean Billard als Administrator des Klosters Les Châtelliers ein. | 18. März 1476      |                                |
| Francisco de San Justo/Franciscus de S. Martino, OSA           | Weihbischof im Bistum Segovia | 13. März 1493      |                                |
| García de Chinchilla/Garsia de Chiuchilla, OP                  | Weihbischof in Osma (Spanien) | 18. September 1500 | 1502                           |
| Blas de Fernando/Blasius Fernandi OCist                        | Abt des Klosters Salzeda, Weihbischof in Osma (Spanien) | 19. April 1507     |                                |
| Jean de Mayer/Meier, OCarm                                     | Weihbischof im Bistum Utrecht | 13. November 1517  | † 5. Juli 1522                 |
| Johann Paul Ciurletti/Ioannes Paulus Ciurletta al. Ciurlettus  | Weihbischof in Salzburg (Österreich) | 23. Januar 1617    | † 1640                         |
| Joannes Constantinus Wozuczynski/Jan Konstanty Wożuczyński     | Weihbischof in Chełm (Polen) | 22. Januar 1680    | † 28. Januar 1687              |
| Dominicus Petrus Karwosiecki/Dominik Piotr Karwosiecki OFMConv | Koadjutorbischof von Bacău (Rumänien), wurde am 28. April zum Bischof von Bacău ernannt | 9. Mai 1774        | 28. April 1782                 |
| Stefan Wojciech von Łubieński                                  | Weihbischof in Gniezno (Polen) | 29. November 1790  | † 21. Mai 1808                 |
| Tomasz Nowinski, CRSSepul                                      | Weihbischof in Krakau (Polen) | 23. September 1816 | † 4. Januar 1830               |
| Francesco Zaloni                                               | wurde am 7. Juli 1843 zum Bischof von Tinos ernannt | 15. Februar 1842   | 7. Juli 1843                   |
| François-Marie-Henri-Agathon Pellerin, MEP                     | Apostolischer Koadjutorvikar von Ost-Tonking Apostolischer Vikar von Ost-Tonking (Vietnam), am 27. August 1852 zum Titular-Bischof des Titularbistums Hierapolis in Isauria ernannt | 11. März 1844      | 27. August 1852                |
| Bernabé García Cezón, OP                                       | Apostolischer Vikar von Zentral-Tonking (Vietnam) | 9. September 1864  | 2. Oktober 1899                |
| Franziskus Wolf/Franz Wolf, SVD                                | Apostolischer Vikar von Togo (Togo) Apostolischer Vikar von Ost-Neuguinea (Papua-Neuguinea) | 16. März 1914      | 23. Februar 1944               |
| Ferdinando Fulgencio Pasini, OFM                               | Apostolischer Vikar im Bistum Sanyuan (Republik China), 11. April 1946 zum Bischof von Sanyuan ernannt | 13. Juli 1944      | 11. April 1946                 |
| Daniel-Auguste Lemonnier                                       | Weihbischof in Rouen (Frankreich) | 9. August 1947     | † 29. Dezember 1959            |
| Stéphane-Émile-Alfred Desmazières                              | Weihbischof in Bordeaux-Bazas (Frankreich), wurde am 2. August 1965 zum Bischof von Beauvais ernannt | 23. Juni 1960      | 2. August 1965                 |
| Edmond Farhat Titularerzbischof pro hac vice                   | Apostolischer Pro-Nuntius Apostolischer Delegat Apostolischer Nuntius | 26. August 1989    | 17. Dezember 2016              |